# Cronaca di una passione
Cronaca di una passione è un film del 2016 diretto da Fabrizio Cattani e interpretato da Vittorio Viviani e Valeria Ciangottini.

## Trama
La vicenda si svolge in Italia durante la crisi economica successiva al 2008. Due anziani coniugi, Giovanni e Anna, gestiscono una trattoria posta in vicinanza di una fabbrica. Quando la fabbrica viene delocalizzata, si trovano in difficoltà economiche. Accumulano debiti anche con lo Stato, subiscono il pignoramento dei loro beni immobili, che verranno messi all'asta. Privati dell'abitazione e della possibilità di lavorare, i due sono costretti a vivere in condizioni di disagio, con perdita della loro intimità familiare. La disperazione li spingerà a una decisione estrema.

## Premi
Il film ha ricevuto all'Urban International Film Festival di Teheran del 2017 i premi come Miglior Film, Miglior Regista e Migliore Attrice protagonista a Valeria Ciangottini. Valeria Ciangottini è stata candidata al Globo d'oro alla miglior attrice nel 2017.